# Citidin-difosfat
Citidin difosfat, CDP, je nukleotid. Ovo jedinjenje je ester pirofosforne kiseline sa nukleozidom citidinom. CDP se sastoji od pirofosfatne grupe, pentoznog šećera riboze, i nukleobaze citozina.

## Spoljašnje veze
- Cytidine+diphosphate на 